# Jurij Bajdak
Jurij Awramowycz Bajdak (ukr. Юрій Аврамович Байдак, 19 lutego 1955 w Markowie) – ukraiński wojskowy, generał pułkownik, dowódca Sił Powietrznych (2012–2015), wcześniej szef Dowództwa Sił Powietrznych „Południe” (2004–2006).

## Życiorys
W 1976 roku ukończył ukończył Charkowską Wyższą Wojskową Szkołę Lotniczą Pilotów, a służbę w lotnictwie radzieckim rozpoczął jako pilot myśliwca w Berezie na Białorusi. W 1980 roku skierowano go o służby w Północnej Grupie Wojsk, stacjonował w polskim Chojnie jako zastępca dowódcy eskadry i nawigator, po czym rozpoczął naukę w Wojskowej Akademii Lotniczej im. Jurija Gagarina w Monino.
Edukację zakończył w roku 1987, po czym został oddelegowany do obwodu surchandaryjskiego w Uzbekistanie, do bazy niedaleko Termezu, w pobliżu granicy z Afganistanem, gdzie siły radzieckie prowadziły działania zbrojne. Już jako dowódca eskadry Bajdak sam wykonywał loty bojowe przeciwko mudżahedinom, było ich w sumie dziewięćdziesiąt osiem przez półtora roku służby. W październiku 1988 roku jego eskadra jako pierwsza przeszła szkolenie praktyczne w obsłudze samolotów MiG-29. Rok później został zastępcą dowódcy pułku, a w 1990 roku Bajdaka skierowano do Zachodniej Grupy Wojsk, konkretnie do Altenburga w NRD. Bilans Bajdaka jako pilota wynosił ponad 2500 godzin nalotu na czterech różnych typach maszyn.
W czerwcu 1992 roku został mianowany zastępcą dowódcy pułku myśliwskiego w Starokonstantynowie na niepodległej już Ukrainie, której narodowi złożył 16 lipca przysięgę wierności. Jesienią został dowódcą jednostki.
W grudniu 1995 roku powierzono mu dowództwo dywizji powietrznej w Iwano-Frankiwsku. Bajdak studiował następnie na Narodowej Akademii Obrony Ukrainy, którą ukończył w 1999 roku, po czym w tym samym roku został zastępcą dowódcy 5 Korpusu Lotniczego. Dowództwo nad nim przejął w 2002 roku i sprawował je do roku 2004, gdy mianowano go szefem Dowództwa Sił Powietrznych „Południe”, był nim do roku 2006.
Od lipca 2006 do czerwca 2012 roku pełnił funkcję szefa Centrum Planowania Wykorzystania Przestrzeni Powietrznej Ukrainy i Regulacji Ruchu Lotniczego w Państwowym Przedsiębiorstwie Obsługi Ruchu Powietrznego Ukrainy, po czym powrócił do czynnej służby i 8 czerwca 2012 roku, na mocy dekretu prezydenta Ukrainy Wiktora Janukowycza został mianowany dowódcą Sił Powietrznych Sił Zbrojnych Ukrainy.
Jako dowódca ukraińskiego lotnictwa powziął kroki mające na celu zwiększenie niskiego nalotu pilotów. W lipcu 2012 roku ogłoszono, że w pierwszej połowie roku ukraińscy piloci osiągnęli średni nalot dwudziestu godzin. Bajdak oznajmił, że niektórym udało się osiągnąć nawet dwadzieścia pięć, a wynik ten wzrósł dwukrotnie w porównaniu z poprzednim rokiem. Znaczący wzrost nalotu miał miejsce zwłaszcza w przypadku uczniów uczelni charkowskiej, gdzie rok do roku nalot wzrósł sześciokrotnie. Założono, że w całym roku piloci mają wylatać czterdzieści godzin. Równocześnie, rocznym standardem NATO było ówcześnie sto, większe średnie naloty osiągali też piloci z Rosji i Białorusi.
Bajdak przeszedł na emeryturę, gdy 20 lipca 2015 roku zastąpił go Serhij Drozdow.